# Jordan Mathews
Jordan Mathews (Los Ángeles, California, 22 de junio de 1994) es un baloncestista estadounidense que juega en el Nacional de la Liga Uruguaya de Básquetbol. Con 1,91 metros de estatura, juega en la posición de escolta.

## Trayectoria deportiva

### Universidad
Jugó tres temporadas con los California de la Universidad de California en Berkeley, en las que promedió 11,8 puntos, 3,0 rebotes y 1,1 asistencias por partido. Tras graduarse y tener la opción de jugar un cuarto año como universitario, optó por ser transferido a los Bulldogs de la Universidad Gonzaga, dada la mala relación que tenía con su entrenador en los Golden Bears, Cuonzo Martin. Ese año promedió 10,6 puntos y 3,3 rebotes por partido.

### Profesional
Tras no ser elegido en el Draft de la NBA de 2017, disputó partidos de las Ligas de Verano de la NBA con los New Orleans Pelicans, los Phoenix Suns y Los Angeles Clippers. El 21 de septiembre firmó contrato con Atlanta Hawks, pero fue despedido en octubre tras jugar un único partido de pretemporada, uniéndose poco después a la plantilla de los Erie BayHawks de la NBA G League. Allí jugó una temporada en la que promedió 8,8 puntos y 2,1 rebotes por partido.
El 26 de julio de 2018 firmó contrato con el Team FOG Næstved de la Basketligaen, la primera división danesa.
En agosto de 2023, firma por el Spójnia Stargard de la Polska Liga Koszykówki.
En febrero de 2024, se convierte en nuevo jugador de Nacional de la Liga Uruguaya de Básquetbol.

## Vida personal
Es hijo de Phil Mathews -un entrenador de baloncesto que condujo a varios equipos del circuito universitario estadounidense- y hermano de Jonah Mathews.
En 1997 participó de un episodio del programa infantil de televisión Teletubbies.